# سیارک ۳۶۲۳۵
سیارک ۳۶۲۳۵ (به انگلیسی: 36235 Sergebaudo، نامگذاری:1999VJ) سی و شش هزار و دویست و سی و پنجمین سیارک کشف شده‌است که در ۱ نوامبر ۱۹۹۹ کشف شد.